# 精河駅
精河駅（せいがえき、中文表記: 精河站、正体字: 精河站）は、中華人民共和国新疆ウイグル自治区ボルタラ・モンゴル自治州精河県に位置する中国鉄路総公司ウルムチ鉄路局が管轄する駅である。北疆線の他、精伊霍線の起点駅である。

## 歴史
- 1990年 - 開業。
- 2009年11月30日 - 精伊霍線が部分開業。

## 所属路線
- 中国鉄路総公司
  - 北疆線
  - 精伊霍線

## 隣の駅
中国鉄路総公司
北疆線
トドク駅 - 精河駅 - 蘑菇灘駅
精伊霍線
精河駅 - 精河南駅